# Реч (Пољска)
Реч (пољ. Recz) је град у Пољској у Војводству Западно Поморје у Повјату хошчењском. Према попису становништва из 2011. у граду је живело 3.029 становника.

## Становништво
Према прелиминарним подацима са пописа, у граду је 2011. живело 3.029 становника.
| 2002. | 2011. | 2012. |
| ----- | ----- | ----- |
| 2.987 | 3.029 | 2.973 |